# Porachunki (film 1973)
Porachunki (ang. The Outfit) – amerykański thriller z 1973 roku na podstawie powieści Donalda E. Westlake’a.

## Główne role
- Robert Duvall jako Earl Macklin
- Joe Don Baker jako Cody
- Karen Black jako Bett Jarrow
- Robert Ryan jako Mailer
- Timothy Carey jako Jake Menner